# Sándor Garbai
Sándor Garbai (ur. 27 marca 1879 w Kiskunhalas, zm. 7 listopada 1947 w Paryżu) – węgierski polityk socjaldemokratyczny, premier rządu Węgierskiej Republiki Rad (1919)

## Kariera polityczna

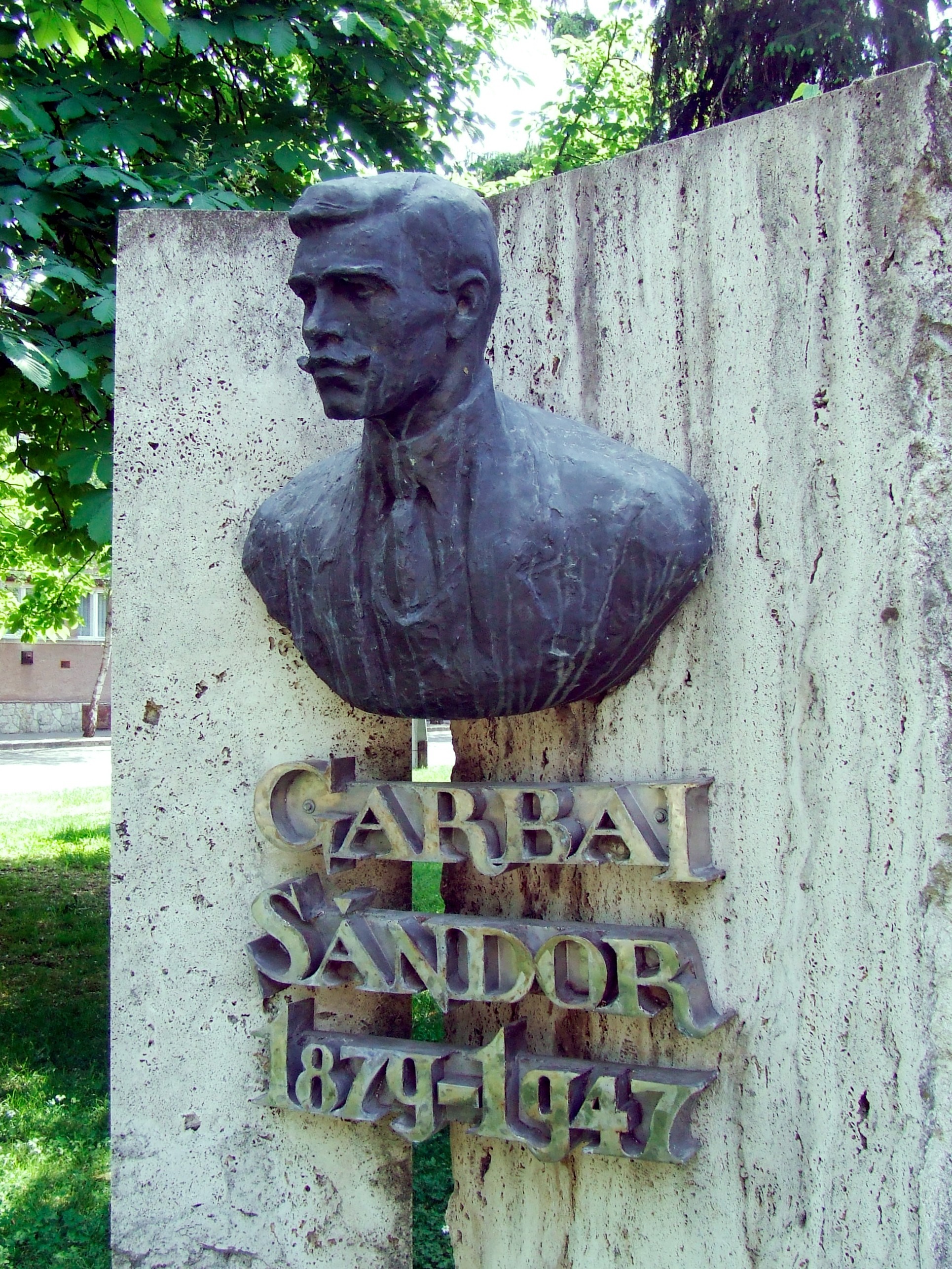
Popiersie Garbai

Był aktywnym członkiem kierownictwa Socjaldemokratycznej Partii Węgier (MSZDP). Podczas istnienia Węgierskiej Republiki Ludowej przewodniczył Centralnej Węgierskiej Radzie Wykonawczej. Był za fuzją MSZDP z Komunistyczną Partią Węgier, która miała miejsce 21 marca 1919 r. Doprowadziło to do powstania Węgierskiej Republiki Rad, której Garbai był zarówno premierem, jak i prezydentem. Chociaż pozostał on tytularnym przywódcą przez większą część swoich rządów miał niewielką władzę i wpływy. Faktycznym przywódcą państwa był minister spraw zagranicznych, komunista Béla Kun.